# Julien Destrée
Julien Destrée (Destré ou Destrez) est un maître ébéniste et architecte français.

## Biographie
Inscrit comme bourgeois de Lille en 1634, Julien Destrée est fabricant de meubles, maître-arpenteur et maître des œuvres de la ville de 1642 à 1673,.
Il meurt le 22 mars 1673.

## Œuvres
Il mène, sur l'ordonnance du Magistrat de Lille, la construction de la Vieille Bourse dont les travaux se déroulent en 1652-1653.
Il sera ensuite l'auteur de nombreuses réalisations parmi lesquelles le plan du rang de Beauregard construit par l'architecte Simon Vollant, le rang de maisons de l'hospice Comtesse sur la rue de la Monnaie, celui dépendant du couvent des Célestines rue de Gand et plusieurs maisons lilloises de 1642 à 1673.
En tant que « maître escrigner », il a aussi réalisé pour l'église Saint-Vaast d'Hallennes-lez-Haubourdin une statue de Saint-Roch et un pupitre.
Il est l'auteur d'un mémoire daté du 7 octobre 1661 intitulé « Raisons et motifs à proposer pour le ragrandissement de la ville » et d'un second en 1662 pour l'estimation des travaux. Cette proposition englobait les faubourgs de Notre-Dame (emplacement actuel de la place de la République et alentours), de la Barre et de Saint-Pierre, soit une surface de « nonante bonniers » (environ 130 hectares) correspondant à l'extension réalisée quelques années plus tard sans le faubourg Notre-Dame par Vauban (64 hectares Citadelle non comprise). Il proposait également une liaison entre la Haute-Deûle et la Basse Deûle réalisée en 1750 (canal de la Moyenne-Deûle).